# 石出吉胤

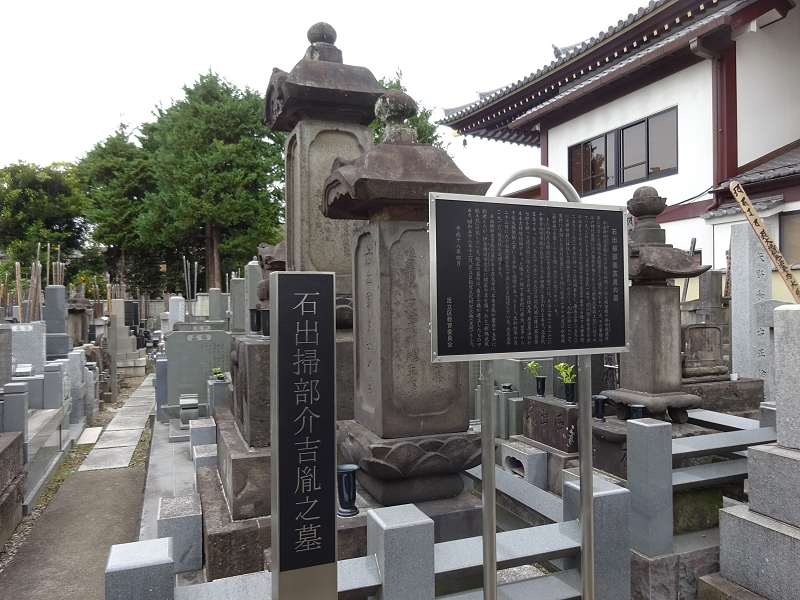
石出吉胤の墓

石出 吉胤（いしで よしたね、天文元年（1532年）または天文11年（1542年） - 元和4年6月22日（1618年8月12日））は、足立区千住掃部宿（現・仲町）の開発者。通称は掃部介（かもんのすけ）。

## 生涯
吉胤の出身地は確定していないが、『新編武蔵風土記』によれば千葉氏一族で遠江国の出身とされており、また『南足立郡誌』(大正5年版)によれば、千葉日向守幸胤の長子として相模国小田原に生まれたとある。
ちなみに石出という家名そのものは、千葉常胤のひ孫で下総国香取郡石出（現在の千葉県東庄町石出）を領した石出次郎胤朝に由来する。 下総国を経て、足立郡本木村に土着し、のちに千住へ移り住んで千住源長寺に葬られた。子孫は永く掃部宿の名主を務めた。
文禄元年、弟の覚原法印が本木吉祥院住職であった縁で一族で本木村に移住、翌年から千住大橋架橋工事に参加した。掃部堤（かもんづつみ）と呼ばれる堤防を築き、千住宿を水害から守った功により、大正4年（1915年）に従五位を追贈された。
官制上は「掃部助」と書くのが正しいが、戦国時代の濫称であろう。
伝馬町牢屋敷の長を世襲した石出帯刀との関係は解明されていない。